# Friedensreich Hundertwasser
Friedensreich Regentag Dunkelbunt Hundertwasser, vlastním jménem Friedrich Stowasser (15. prosince 1928 Vídeň – 19. února 2000 paluba zaoceánské lodi Queen Elizabeth 2), byl rakouský mnohostranný umělec a průkopník ekologického přístupu k životu. Proslavil se především jako architekt, malíř a grafik. Do architektury vložil i část ze svého malířského a sochařského umění.
Jeho pestré obrazy jsou prostoupeny přírodními tvary a spirálami. Inspirován vídeňskou secesí, zejména Gustavem Klimtem a Egonem Schielem, vytvořil tento akční umělec a světový aktivista svůj jedinečný „Hundertwasser-Stil“. Jeho novou domovinou byl Nový Zéland a jeho domovem mu byla loď Regentag. Při cestě domů z Tichého oceánu na Queen Elizabeth 2 dostal 71letý umělec srdeční infarkt.
„Rovná čára vede k zániku lidstva. Spirála je symbolem života a smrti,“ řekl Friedensreich Hundertwasser. Přímku označil za bezbožnou, v přírodě se nevyskytující. Proto nárokoval v jednom ze svých manifestů, aby byly rovné čáry zakázány.

## Životopis

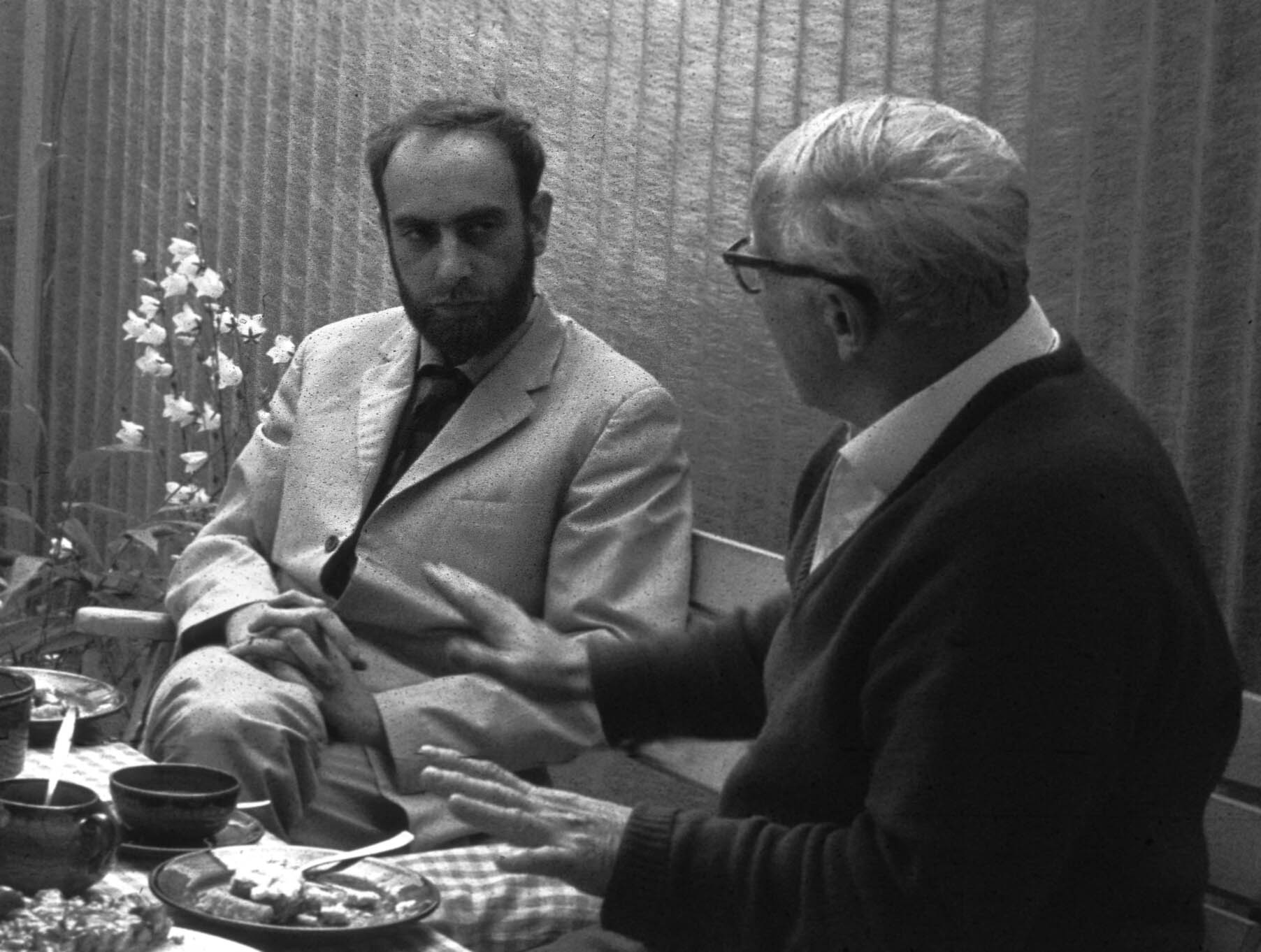
Hundertwasser (vlevo) v Hannoveru v roce 1965

Friedensreich Hundertwasser pocházel z německo-židovské rodiny jakožto syn Ernsta Stowassera (1894 Vídeň – 1929 Vídeň) a Elsy rozené Scheuerové (1894 Vídeň – 1972 Neunkirchen, Dolní Rakousy). Rodinné kořeny sahaly do Čech a na Moravu: Ernstův otec Wenzel Stowasser (1868 Sedlec – 1948 Vídeň) byl malířem porcelánu a roku 1893 se ve Vídni oženil s Marií Kuczirkovou (1868 Gumpendorf /dnes část Vídně/ – 1965 Vídeň), dcerou původem moravského klempíře Františka Aloise Kučírka (1838 Horní Bobrová – 1942 Vídeň). Elsin otec Isaias Scheuer (1851 Šafov – 1927 Vídeň) se narodil na moravsko-rakouském pomezí u Znojma. Mylně byl Hundertwasser pokládán za blízkého příbuzného klasického filologa Josefa Marii Stowassera (1854 Opava – 1910 Vídeň). (V českém prostředí se někdy uvádí, že se Hundertwasserův předek jmenoval česky Stovoda a že teprve ve vídeňském prostředí došlo k částečnému poněmčení příjmení na Stowasser. Podle archiváře Štěpána Kohouta ze Zemského archivu v Opavě však šlo původně o vtip českého turistického průvodce ve Vídni krátce po sametové revoluci na začátku 90. let 20. století, který se rozšířil do turistické literatury i médií.)
Příbuzenstva z matčiny strany se hluboce dotkla válka, v roce 1943 byla jeho velká část deportována do koncentračního tábora včetně babičky Jeanette († 1943 Terezín), u níž Friedrich s matkou přebývali po nuceném vystěhování z dosavadního bydliště. Jeho samotného patrně zachránil včasný křest (1935) a členství v Hitlerjugend, kam byl jako pokřtěný zařazen.
V roce 1948 nastoupil na Akademii krásných umění ve Vídni, ale vydržel zde jen tři měsíce. Raději se při samostudiu orientoval na umění vídeňské moderny a cestoval. Navštívil Itálii, Sicílii a Francii a vytvářel si svůj osobitý styl.
Prosazovat se začal od roku 1949. Poprvé vystavoval v roce 1952 v galerii Art Club of Vienna, o dva roky později vystavoval v Paříži ve studiu Paula Facchettiho. Výstavy měly značný ohlas, který vedl k řadě dalších světových výstav. Roku 1955 vystavoval v Miláně v galerii Carlo Cardazzo's Galleria del Naviglio. Roku 1957 publikoval Gramatiku vidění a o rok později vystoupil Plesnivým manifestem proti racionalistické architektuře.
V roce 1958 se na Gibraltaru oženil s Hertou Leitner. Manželství trvalo do r. 1960.
Roku 1959 založil spolu s Ernstem Fuchsem a Arnulfem Rainerem uměleckou akademii Pintorarium. Téhož roku se stal čestným profesorem na Akademii krásných umění v Hamburku, kde se studenty Bozonem Brockem a Schuldtem tvořil tzv. Hamburskou čáru.
V roce 1961 odjel na svou výstavu v Japonsku, přičemž tehdejší Japonsko výrazně ovlivnilo jeho pohled na svět. Roku 1962 se zde oženil s Yuko Ikewada. I druhé manželství skončilo rozvodem (1966). Roku 1962 vystavoval na Benátském bienále.
V roce 1968 koupil loď jménem Regentag, se kterou kotvil v Benátkách. Po koupi plachetnice úspěšně složil kapitánské zkoušky.[zdroj?] Od roku 1971 považoval loď za svůj domov, nejprve žil v Benátkách, v letech 1976–1977 se ekologicky plavil z Benátek na Nový Zéland. Roku 1979 uskutečnil plavbu do Karibského moře. Později žil na lodi na Novém Zélandu.
Roku 1969 poprvé vystavoval ve Spojených státech amerických.
V roce 1975 byla zahájena jeho retrospektivní výstava, která probíhala až do roku 1992 v 15 zemích a 80 muzeích nebo galeriích. Roku 1979 byla v New Yorku zahájena další putovní výstava s novými díly.
Od roku 1980 pořádal projevy o ekologii, zaměřené proti atomové energii.[zdroj?] Téhož roku vznikl v Berlíně, Vídni, Oslu a Washingtonu Hundertwasserův den. V roce 1981 se Hundertwasser stal vedoucím katedry malířství na Akademii ve Vídni. Roku 1983 založil komisi pro záchranu historické pošty v Kawakawě na Novém Zélandu. Od roku 1985 spolupracoval s architektem Peterem Pelikanem, z této spolupráce vzniklo jeho nejvýznamnější architektonické dílo – obytný dům Hundertwasser House ve Vídni (1986) – a okouzlilo množstvím barev, nerovných linií a sepětím s přírodou. V letech 1987–1988 spolupracoval Hundertwasser s architektem Manfredem Fuchsbichlerem na rekonstrukci kostela svaté Barbary v rakouském Bärnbachu.

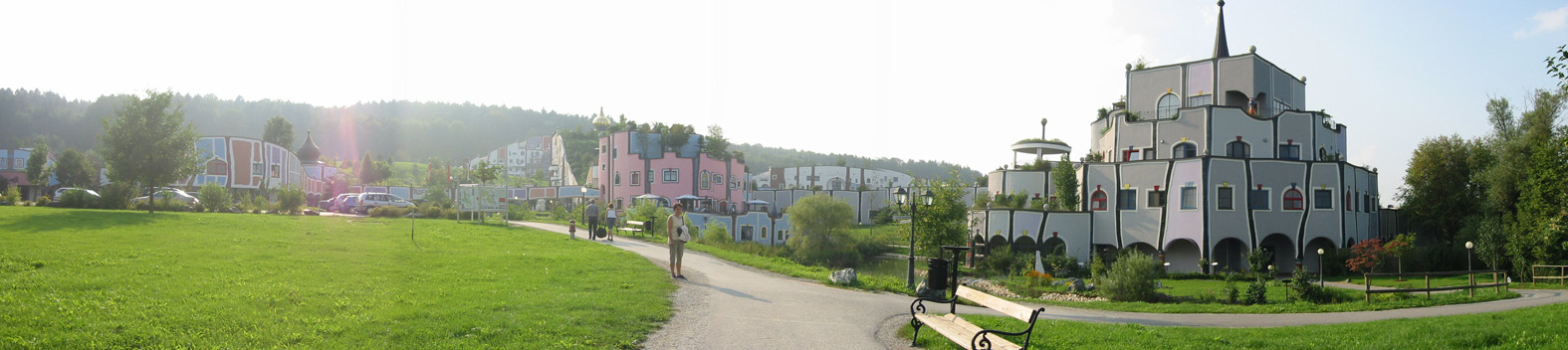
Lázně Blumau (Rakousko)

V 90. letech směřoval svou invenci k mnoha originálním architektonickým realizacím po celém světě. Navrhl Dům umění ve Vídni (Kunst Haus Wien), lázeňské středisko Bad Blumau, komplex bytových domů v Darmstadtu (Waldspirale, „Lesní spirála“, 1998–2000), spalovnu odpadu a teplárnu ve Spittelau a v Osace (1997), restauraci u dálnice v Bad Fischau, Gymnázium Martina Luthera ve Wittenbergu, obchodní dům, textilku, benzínovou stanici, vinotéku, veřejné záchodky s ekologickým filtračním systémem (Kawakawa) aj. V této době se Hundertwasser intenzivně zajímal také o mír na blízkém východě, ekologii a ochranu velryb. Pracoval rovněž pro OSN.
V roce 1993 se zapojil do kampaně proti vstupu Rakouska do Evropské unie.[zdroj?]
V roce 1998 byla v Ósace a v Darmstadtu zahájena retrospektivní výstava Hundertwasserova díla a v roce 1999 putovní výstava po Japonsku. V roce 2000 zahájil Hundertwasser spolupráci na katalogu svého kompletního díla.
Friedensreich Hundertwasser je pohřben na Novém Zélandu, na svém pozemku pod korunou oblíbeného liliovníku tulipánokvětého. Podle svého přání bez rakve, aby snáze splynul s přírodou.

## Jméno
Hundertwasserovo původní jméno znělo Friedrich Stowasser. Příjmení je staročeského původu a prošlo chebským německým nářečím. Na Chebsku a Loketsku, odkud pocházel děd Wenzel Stowasser, se vyskytovalo často, bylo totiž odvozeno od starších podob názvu dnes již zaniklé osady Stobitzhof u Milhostova (Stabossen, Stowasn). Ve dvaceti letech (v r. 1949) si umělec změnil příjmení na Hundertwasser, protože měl pocit, že to lépe zní („sto“ je v řadě slovanských jazyků včetně češtiny výraz pro číslovku, německý ekvivalent je „hundert“). „Stovoda“ vzniklo jako žert, viz výše. Občas se také nazýval hyaku-sui, což je japonský překlad jeho jména. Během pobytu v Japonsku si změnil křestní jméno na Friedenreich, důvodem údajně bylo, aby se Japoncům lépe vyslovovalo. Toto slovo znamená „říše míru“. Protože věřil numerologii a považoval číslo 13 za šťastné, rozhodl si do jména přidat ještě písmeno „s“ (Friedensreich), aby mělo právě třináct písmen („s“ přidal, protože se tím nenaruší význam slova).
V 60. letech si koupil plachetnici, na které několik let tvořil. Pojmenoval ji „Regentag“ (tj. deštivý den) a na její počest si pojmenování přidával do svého jména. Během života na Novém Zélandu se rozhodl do jména přidat ještě slovo „dunkelbunt“ (temně pestrý), což podle něj symbolizuje přírodu při dešti, „kdy jsou barvy sice tmavší a pochmurnější, ale zato pestřejší, vysvitne-li slunce“.[zdroj?]

## Dílo

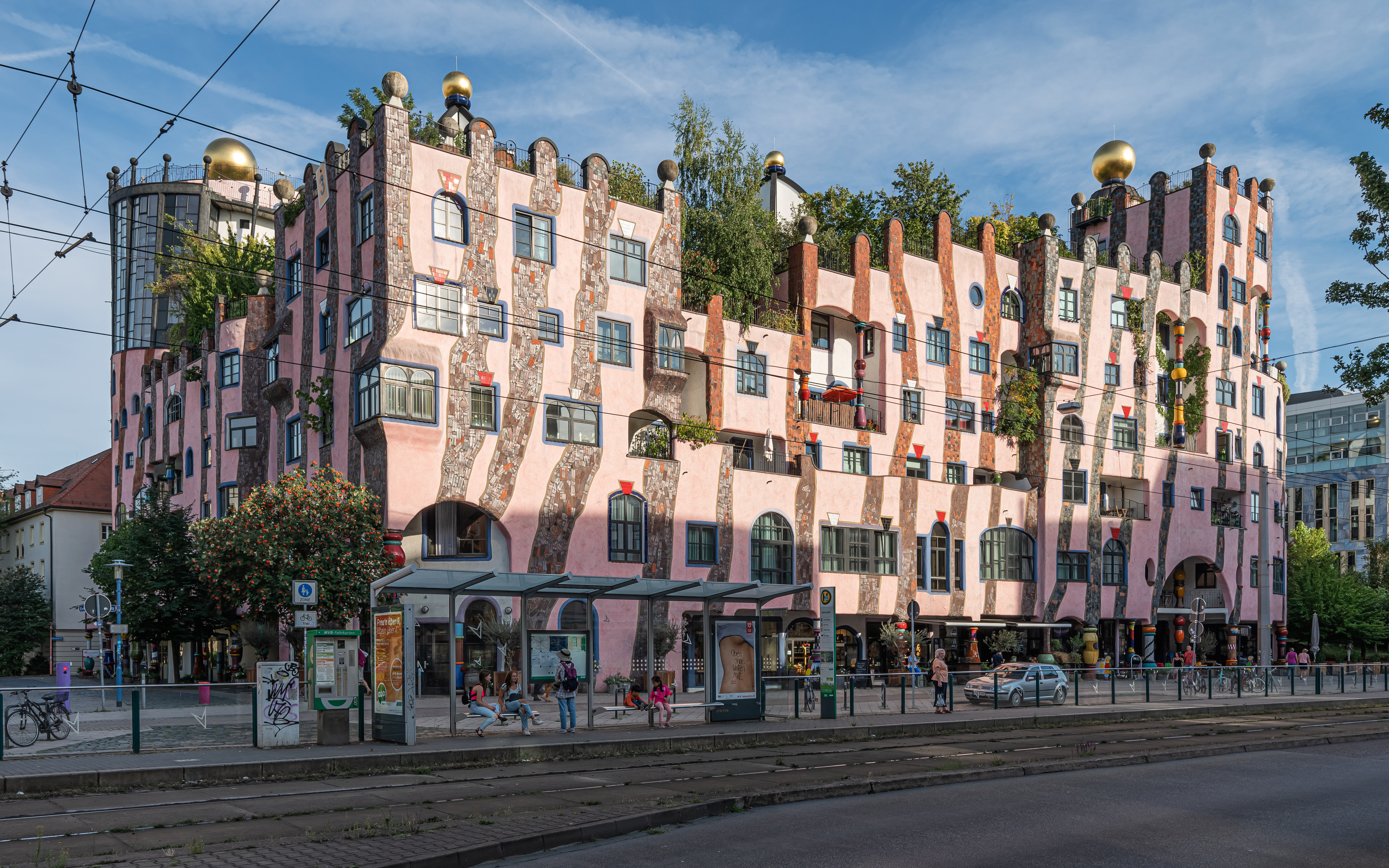
Zelená citadela v Magdeburgu

Jeho tvorba je rozsáhlá a zasahuje do řady oborů; ne každá jeho činnost byla úspěšná a ne všechna jeho díla byla přijata s pochopením nebo realizována. Jeho dílo lze rozdělit na následující základní období, která se však v mnoha dílech prolínají; v některých dílech se vrací k již opuštěnému stylu. I proto nelze takové dělení brát jako jednoznačné.
1. Ovlivnění naturalismem – počátky tvorby, zhruba roky (1943–1948).
2. Období zjednodušování (1948–1949)
3. Naivní styl (1949–1953)
4. Lineárně-abstraktní styl – v pozadí maleb se objevuje struktura podobná buňkám. Tímto způsobem vytvořil několik obrazů v r. 1953 a později se k němu několikrát vrátil.
5. Období spirály (1953–2000) – obrazy tohoto období ho proslavily nejvíce, k malbě spirály se inspiroval terapií nemocných v psychiatrické léčebně. Podle svých slov si uvědomil, že průběh života je spirále velmi podobný, protože někde začíná, postupně na sebe nabaluje různé vlivy a někde musí i skončit.
6. Spolupráce s pařížskou galerií Kamer (1957–1960) – díla tohoto období se mu nelíbila, protože je musel malovat na svůj vkus příliš rychle. Po ukončení výstavy díla často přemalovával.
7. Figurální období (1960–1967) – období ovlivněné rozvodem. V dílech se objevují obličeje, často velmi smutné či plačící.
8. Období abstrakce, zjednodušování (1967–1968)
9. Syntéza všech stylů kromě naivního (1968–2000)

### Malířská a grafická tvorba
Hundertwasserova malířská tvorba je inspirována vídeňskou secesí a je stylově nezařaditelná. Jeho díla jsou pestrobarevným spojením konkrétních a abstraktních prvků, typické je zjednodušení, stylizace, lineární abstrakce, častým motivem pak spirála (symbol života, vývoje). Obdobná charakteristika platí i pro autorovy grafiky. Tato výtvarná technika navíc poskytovala Hundertwasserovi možnost tisknout dřevořezy i suché jehly v několika barevných variantách a zkoušet nejrozmanitější verze jednoho námětu.
Při pobytu v Japonsku si Hundertwasser oblíbil Japonský dřevořez.
Při vzniku jednotlivých dřevořezů z cyklu sedmi grafických listů Nana Hyaku Mizu (volně z japonštiny přeloženo „sedm set vod“, sedm stovodů čili Hundertwasserů) z let 1968–1972 potřeboval Friedensreich Hundertwasser téměř 20 barevných matric, aby dosáhl dostatečného bohatství valérů. Absolutně přesnou práci při soutisku ocenili i japonští mistři dřevořezu. Hundertwasser byl také prvním evropským umělcem, jehož návrhy tito mistři realizovali.

### Plakát, známková tvorba
Tisk jednoho námětu v různých barevných variantách uplatňoval Hundertwasser i při tvorbě plakátu a šíření tzv. ekologického plakátu.
V 70. letech začal pracovat na poštovních známkách; první poštovní známku vytvořil roku 1975 ve spolupráci s rytcem Wolfgangem Seidelem. Největším úspěchem byla poštovní známka pro Organizaci spojených národů.[zdroj?]

### Architektura
Friedensreich Hundertwasser vypracoval řadu studií na restaurování sídlišť, žádná z nich však nebyla realizována. Pro jeho styl je typické odmítnutí rovných linií a snaha o co nejpevnější sepětí s přírodou. Z realizovaných staveb se nejvíce proslavily:
- Hundertwasserhaus, Vídeň, Rakousko. Adresa: Kegelgasse 36-38, A-1030 Wien, roh s ulicí Löwengasse 41-43. Postaven v letech 1983–1986 (architekti Josef Krawina a Peter Pelikan). Obytný dům měl být postaven pro sociálně slabší obyvatele Vídně, vzhledem k architektonickému pojetí domu to však bývá často zpochybňováno. Zájem o bydlení v tomto domě od počátku převyšoval jeho kapacitu padesáti bytů. V tomto domě propojil Friedensreich Hundertwasser všechny své ideály umění a krásy, jako je využití mnoha barev, umístění zeleně na střechu domu a do vnitřních prostor, absence rovných linií. Hundertwasser toto dílo považoval za jeden z vrcholů své tvorby a dokonce na něj napsal oslavnou báseň.

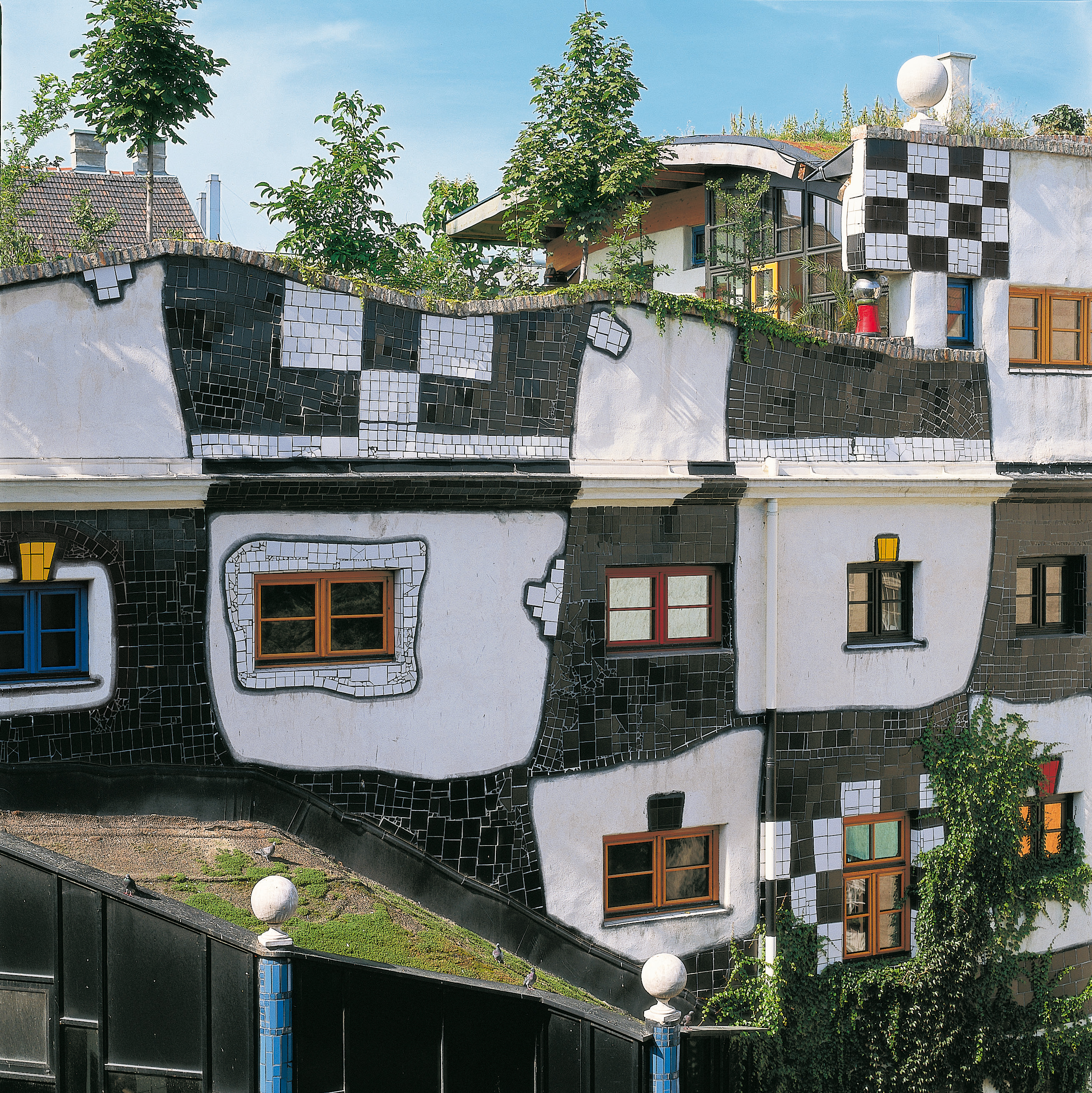
Kunst Haus Wien

- Kunst Haus Wien – Vídeň, Rakousko. Adresa: Untere Weißgerberstraße 13, A-1030 Wien. Realizace stavby 1989–1991. Nyní Hundertwasserovo muzeum se stálou retrospektivní výstavou jeho díla. Kromě stálé expozice se v muzeu pořádají pravidelné výstavy jiných umělců.
- Hundertwasser Village – Vídeň, Rakousko. Adresa: Kegelgasse 37-39, A-1030 Wien. Stavba 1990–1991.
- Kostel svaté Barbory – Bärnbach, Štýrsko
- Dálniční restaurace – Bad Fischau, Dolní Rakousko
- Teplárna Spittelau – Vídeň, Rakousko, 1988–1992

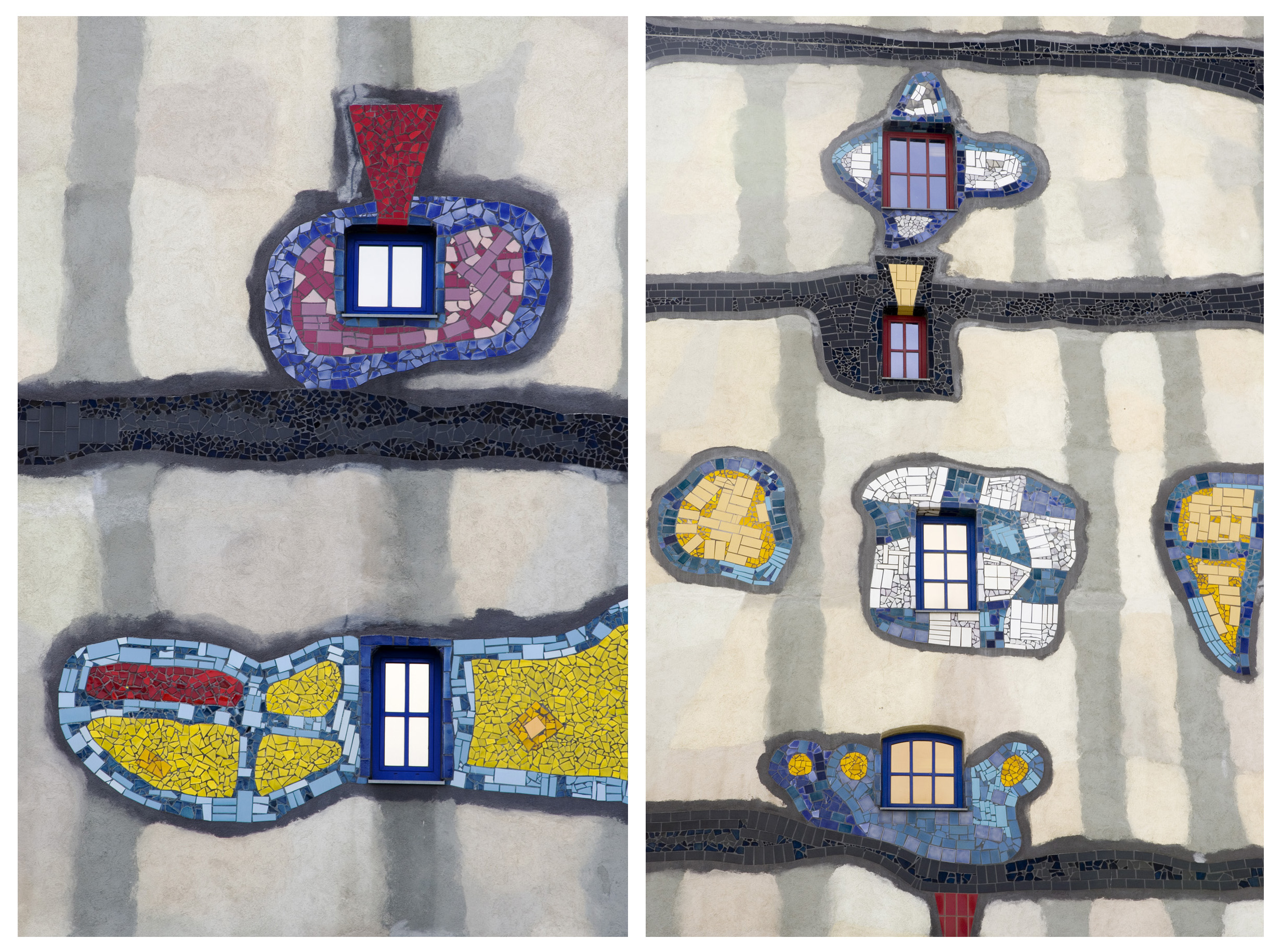
Spittelau – detail

- Obytný komplex Na Lukách – Bad Soden, Taunus
- Onkologické oddělení fakultní nemocnice ve Štýrském Hradci
- Lázeňské středisko Bad Blumau – Štýrsko
- Kid's Plaza, muzeum dětí – Ósaka, Japonsko
- Zelená citadela – Magdeburg, Německo
- Pivní věž – Abensberg, Německo
- Veřejné záchodky v Kawakawě, Nový Zéland

### Užité umění
Věnoval se i užitému umění, je autorem návrhů hodinek, telefonních karet nebo značek pro rakouské automobily. Roku 1978 navrhoval státní vlajku pro Palestinu.

### Film
Kromě přírody ho ovlivnilo neúspěšné manželství; téma nevydařené lásky se odrazilo ve spolupráci na jeho prvním filmu Nešťastná láska (1966).[zdroj?] Krátkometrážní film Hundertwasser Regentag natočený ve spolupráci s režisérem Peterem Schamonim (1971) byl nominován na Oscara.

### Hundertwasserovy manifesty
Většinovým cílem jeho manifestů je spojení člověka s přírodou a boj proti tomu, co nazýval diktátorský styl architektury. Své dílo často prezentoval lidem na ulici.
- Plesnivý manifest, 1958, klášter Seckau.
- Tvá povinnost zasadit strom
- Pryč od Loose, 1968, tento manifest četl nahý ve Vídni.
- Ve prospěch třetí kůže, 1967, tento manifest přednášel nahý (Mnichov)
- Tvé právo na vlastní okno – tvá povinnost zasadit strom (Dein Fensterrecht – Deine Baumpflicht), 1972. Podle Hundertwassera by počátek rekonstrukce a oživení starých sídlišť měl nastat změnou v uvažování v architektuře oken. Podle něj právě fakt, že jsou okna součástí stylu celého domu, ukazuje na strnulost a neschopnost architektury.
- Humusové toalety, 1975, Mnichov
- Manifest svatého lejna, 1979, veřejně čten ve Švýcarsku.

## Umělcova výstřednost
Hundertwasser se snažil žít v souladu s přírodou a nebýt závislý na běžné společnosti a jejích zvycích. Patrně nejznámějším příkladem jeho výstřednosti je veřejná demonstrace, při níž se snažil přesvědčit kolemjdoucí, že člověk nepotřebuje peníze, protože se dokáže uživit jen tím, co najde v přírodě. Populární se stala jeho snaha zužitkovat veškerý odpad, který člověk vyprodukuje. Oblečení si většinou vyráběl sám; muselo být z přírodních materiálů a praktické, čímž záměrně vyvolával pozornost a budil pozdvižení.[zdroj?]

## Recepce života a díla
- Na Hundertwasserovu počest byl v roce 2004 v německém Uelzenu uveden „Hundertwasserův muzikál“ skladatele Konstantina Weckera a textaře Rolfa Rettberga.[9]